# Кубань (река)
Куба́нь (кабард.-черк. Псыжь, адыг. Псыжъ, абаз. Къвбина, ног. Кобан, карач.-балк. Къобан, др.-греч. Ὕπανις, лат. Hypanis, Vardanes) — река в России на Северном Кавказе, берущая своё начало в горах Карачаево-Черкесии — с северо-западного и юго-западного плеча Эльбруса.

## Название
У реки имеется большое количество названий на разных языках. В черкесском языке есть два названия реки — основное Псыжь — «большая река» (от псы — «вода», «река» и суффикса жь, который имеет значение «большой») и иносказательное Къуэбанэ — «колючая балка» (от Къуэ — «балка», Банэ — «колючие заросли»).
Тюркские варианты, а точнее ног. Кобан и карач.-балк. Къобхан, переводятся как «поднимающаяся, разливающаяся река» или «поток».
П. Кречмер сравнивает гидроним с др.-инд. Kubhā, ведийским названием реки Кабул, притока Инда.
О. Н.Трубачёв увязывает гидроним с меотским индоар. *kuba- — «извилистая» (лат. Cuphis (у Равеннского Анонима); ср.-греч. Koùφης (по Кедрену), Κωφήν (по Менандру). Данный гидроним мог сохраниться от индоиранцев, живших в Северном Причерноморье в эпоху бронзы, передавшись русским через тюркское посредство.
В. А. Никонов предполагает, что древнегреческое название Гипанис (др.-греч. Ύπανις, лат. Hypanis) является всего лишь переосмыслением существовавшего на Кавказе названия по внешне сходному греческому слову.
В свою очередь Л. Г. Гулиева, наряду со словом «лошадь», допускает перевод этого гидронима как «большая, сильная, буйная река», проводя параллели с карачаево-балкарским къобхан — «взбешённая, мчащаяся, как конь». Топонимический «двойник» гидронима Кубани Южный Буг (также Гипанис, по Геродоту) обладает спокойным равнинным характером течения, которое отнюдь нельзя назвать взбешённым или мчащимся, как конь.
Византийский посол Земарх в VI веке реку Кубань называет Кофен (др.-греч. Κωφήν).

## Географические сведения

Бассейн Кубани

Длина реки составляет 870 км, площадь водосборного бассейна — 57,9 тысячи км². Река протекает по территории Карачаево-Черкесии, Ставропольского края, Краснодарского края (662 км) и Адыгеи. При впадении в Азовское море река образует крупную заболоченную, но высокопродуктивную кубанскую дельту площадью около 4300 км². Общий сток Кубани в море составляет около 11,0 км³ в год.
Кубань берёт своё начало в районе горы Эльбрус. Высота слияния Учкулана с Уллукамом — 1342 м над уровнем моря. Если длину реки Кубань считать вместе с её притоком Уллукамом, то она увеличивается до 906 км, а её падение до 2970 м (от ледникового языка Уллукам).
По высоте бассейн реки Кубань можно разделить на 4 основные зоны:
- среднегорную, свыше 1000 м над уровнем моря;
- низкогорную, от 500 до 1000 м;
- равнинную, от 200 до 500 м;
- низменную, до 200 м.

Начиная от города Усть-Лабинска, река является судоходной. Ранее в низовьях Кубань образовывала большую дельту. Сейчас она частично осушена и используется в сельскохозяйственных нуждах, а основные рукава укреплены и регулируются. За 111 км от Азовского моря отделяет правый судоходный рукав Протока, по которому почти половину своих вод сбрасывает в Азовское море недалеко от рабочего посёлка Ачуево. Не доходя до моря около 20 км, Кубань отделяет влево рукав Старая Кубань, который впадает в Кизилташский лиман, прилегающий к Чёрному морю. Именно этот рукав был самым полноводным в XIX веке, то есть можно говорить, что ранее Кубань впадала в Чёрное море. Сейчас же основное русло (Петрушин рукав) впадает в Темрюкский залив Азовского моря около города Темрюк так называемым Вербенским гирлом. Ещё один рукав Казачий ерик вливается в Большой Ахтанизовский лиман, прилегающий также к Азовскому морю. Таким образом, Кубань принадлежит бассейну Атлантического океана.
Водные ресурсы, представленные полноводными левобережными притоками среднего течения реки Кубань, такими как Афипс, Псекупс, Белая, Лаба, Пшиш и их притоками и правобережными притоками, такими как Мара, Джегута и Горькая, образуют речную сеть протяжённостью 9482 км. Всего же в Кубань впадает более 14 000 больших и самых малых притоков. Начиная с Невинномысска у реки практически отсутствуют правые притоки.

## Гидрология
По данным 100-летнего периода наблюдений, средний годовой сток реки Кубань, формируемый за счёт дождевого и снегового питания (65 %), таяния высокогорных снегов и ледников (20 %) и грунтовых вод (15 %), составляет около 13,5 км³.
Сезонные колебания уровня воды в реке различны для разных участков Кубани. Например, у Армавира они достигали 2,8 м, у Краснодара — 5 м, у Переволокского узла — 1,9 м. Ледовый покров Кубани неустойчив. За год Кубань выносит в Азовское море около 4 млн тонн растворённых солей. Средний годовой расход у Краснодара 425 м³⁄с.
| Средний расход воды (м³/с) реки Кубань по месяцам с 1911 по 1980 гг. (замеры производились на гидрологическом посту в районе г. Краснодар) |

Среднегодовой сток реки может аномально достигать 582 м³⁄с, или 1,4 нормы.

## История
Десятки тысяч лет назад на месте современной дельты Кубани был громадный залив Азовского моря, который простирался от Таманского полуострова до нынешнего Приморско-Ахтарска и вглубь вплоть до Краснодара. Постепенно в результате деятельности реки и моря образовалась пересыпь, которая отделила море от залива и тем самым превратила его в лагуну, которая со временем заполнилась речными наносами и превратилась в низменную дельту Кубани с многочисленными мелководными лиманами, соединяющими их протоками и обширными болотистыми плавнями. Грязевые вулканы Таманского полуострова также сыграли некоторую роль в формировании южной части древней дельты Кубани.
В 1794 году начала строиться Кубанская кордонная линия по реке Кубани.
В XIX веке половина стока реки Кубань направлялась через Старую Кубань в причерноморский лиман Кизилташский, а оттуда — в Чёрное море. Затем было произведено обвалование, и сток через Старую Кубань прекратился. Сравнительно недавно был проведён опреснительный канал по трассе отмершего Черноморского русла, по которому воды Кубани вновь поступают в Кизилташский лиман для нужд созданного там кефалевого хозяйства.
В 1957 году у станицы Усть-Джегутинская река Кубань была перегорожена плотиной, образовавшей Усть-Джегутинское водохранилище, которое использовалось для наполнения Большого Ставропольского канала. В 1973—1975 годах в нижнем течении реки Кубань было заполнено Краснодарское водохранилище, которое поглотило Тщикское.

## Экономика
На реке расположено крупнейшее искусственное на Северном Кавказе Краснодарское водохранилище.
На реке Кубань расположены города Карачаевск, Усть-Джегута, Черкесск, Невинномысск, Армавир, Новокубанск, Кропоткин, Усть-Лабинск, Краснодар, Темрюк. На правом рукаве Протоке — Славянск-на-Кубани.
Кроме того, река используется для накопления и выработки электроэнергии на Кубанском каскаде (Зеленчукские, Куршавские, Барсучковские и Сенгилеевские ГЭС) суммарной мощностью более 620 МВт с перспективами увеличения на 80 МВт.
В 2008—2009 годах существовали планы строительства Адыгейской ГЭС. Повторно план строительства возник в 2016 году, однако, также воплощён не был.

## Фауна
В бассейне реки Кубань обитает не менее 106 видов рыб: рыбец, шемая, кубанский усач, кавказский голавль, толстолобик, тарань, сазан, судак, лещ, сом, чехонь, бычок, жерех, карась, окунь, краснопёрка и др. Здесь насчитывается около 400 видов и форм зоопланктона, в том числе черви, веслоногие и ветвистоусые рачки, коловратки, моллюски и так далее. Птицы околоводных пространств: бакланы, дикие гуси и утки, пеликаны, лебеди, серая цапля, выпь, а также хищные: сокол сапсан. В глухих Черноерковских и Ахтарских плавнях можно встретить акклиматизированную ондатру (другое название: мускусная болотная крыса), встречаются дикие кабаны.

## Галерея

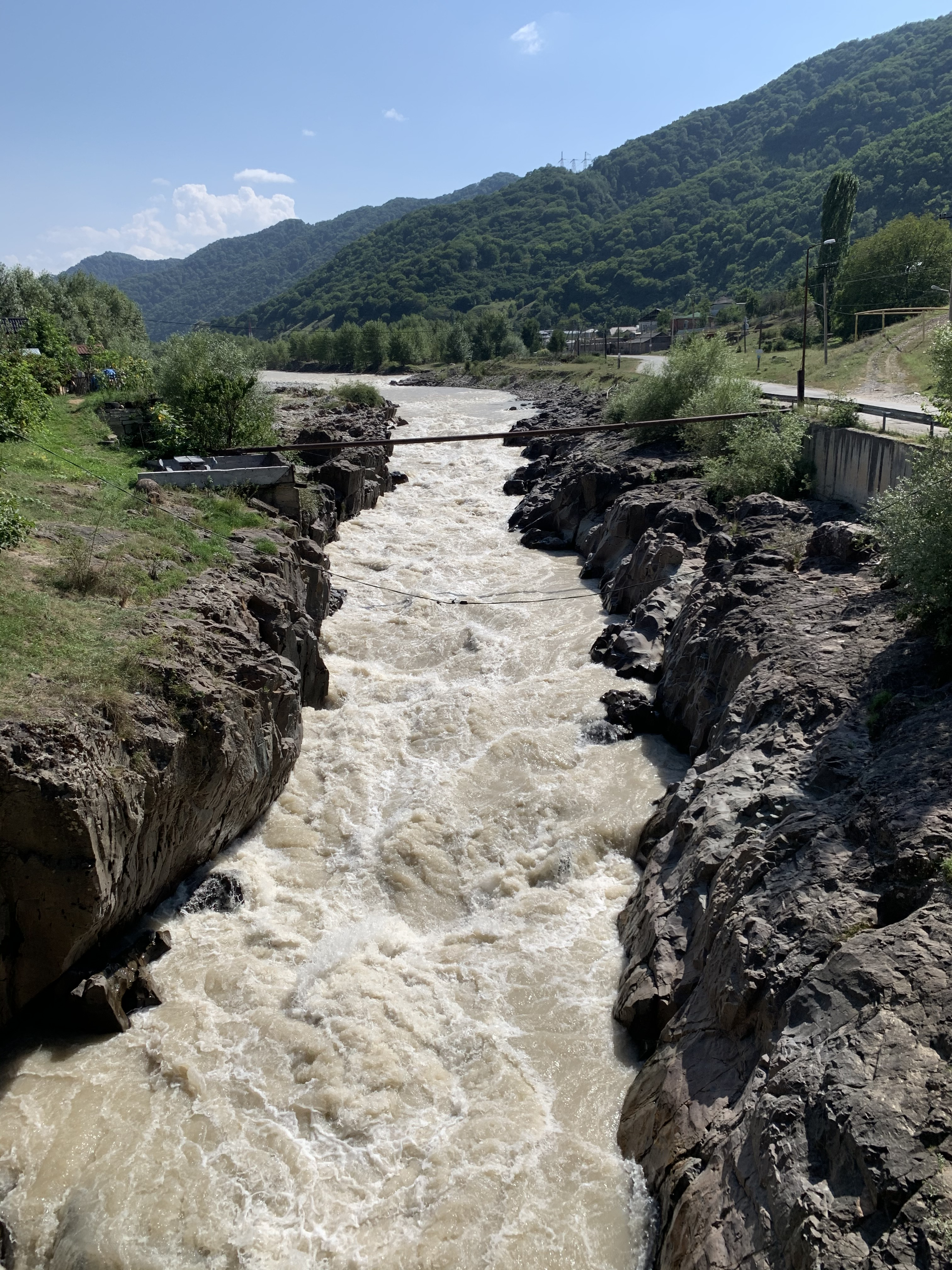
В районе н.п. Село имени Коста Хетагурова
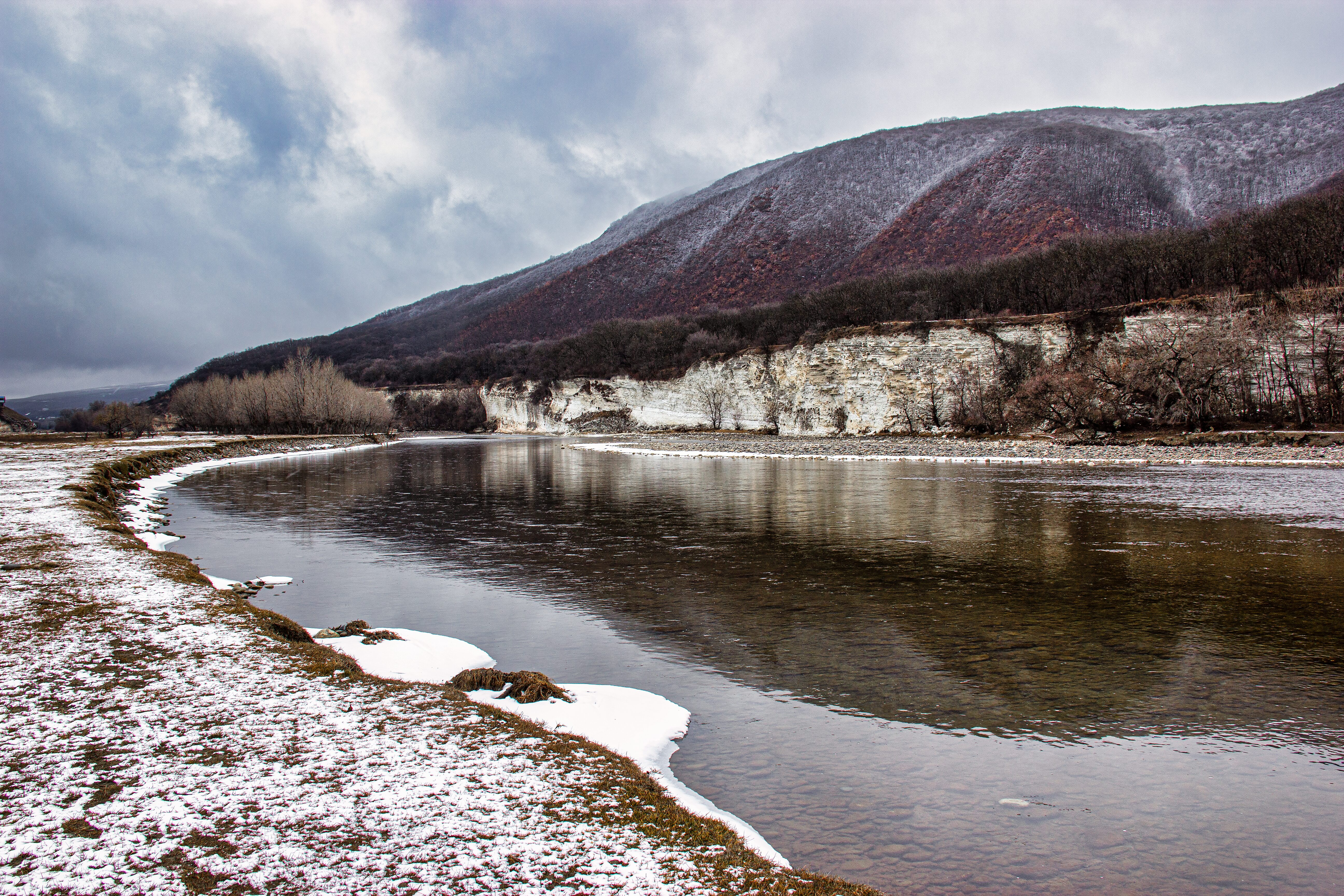
Кубань в Усть-Джегуте
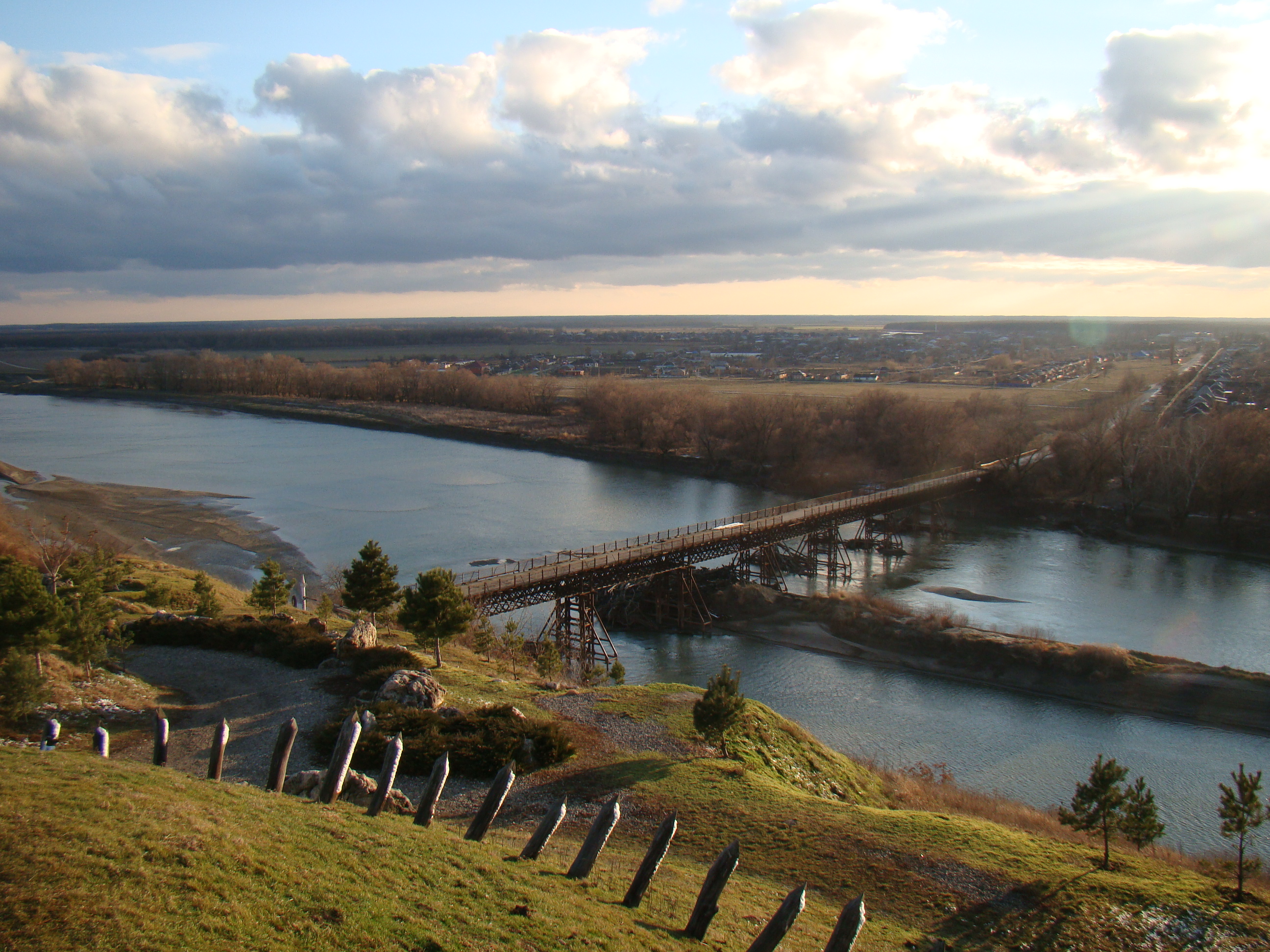
Усть-Лабинск-Хатукай
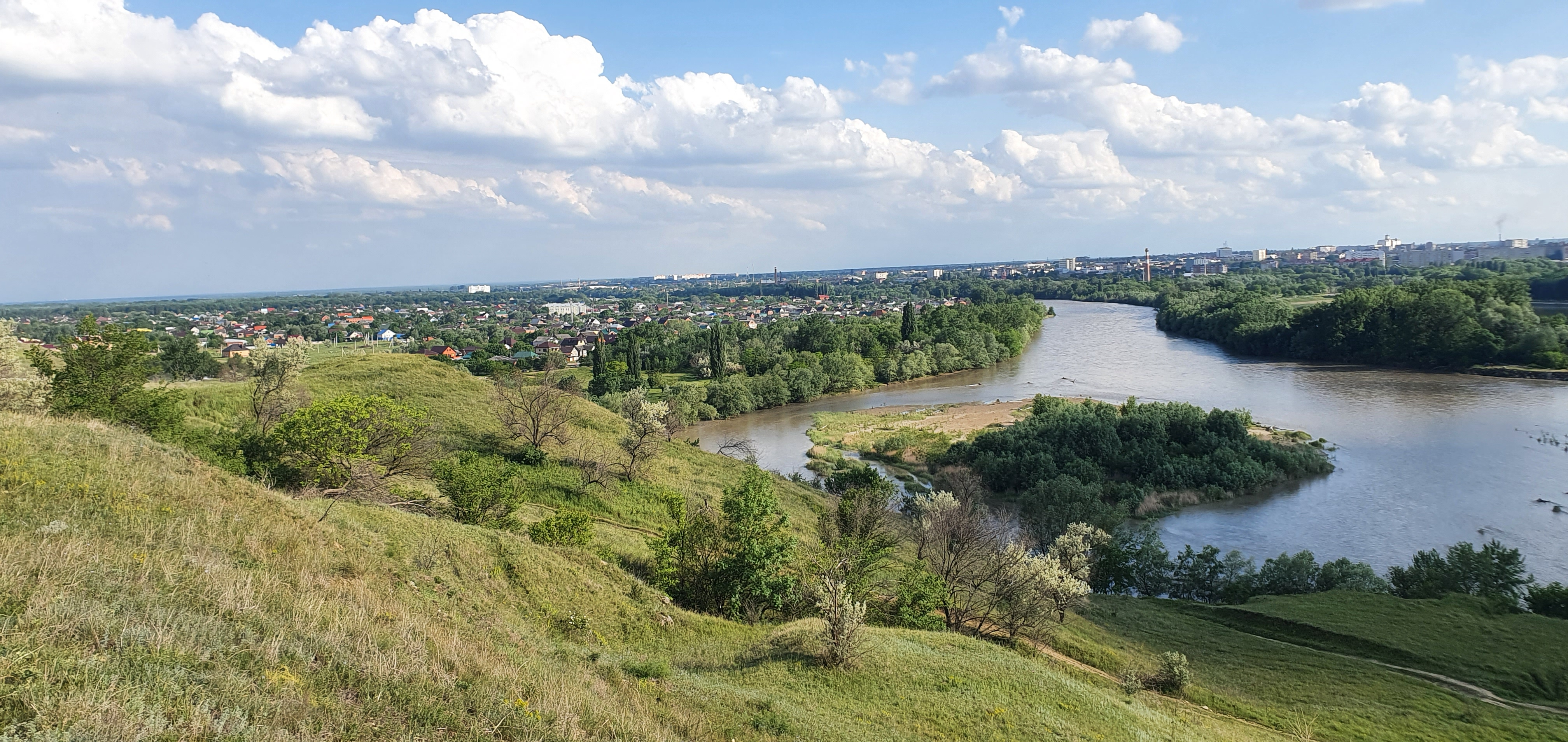
Армавир